# 奧巴瓦卡明山
48°35′0″N 22°48′59″E / 48.58333°N 22.81639°E

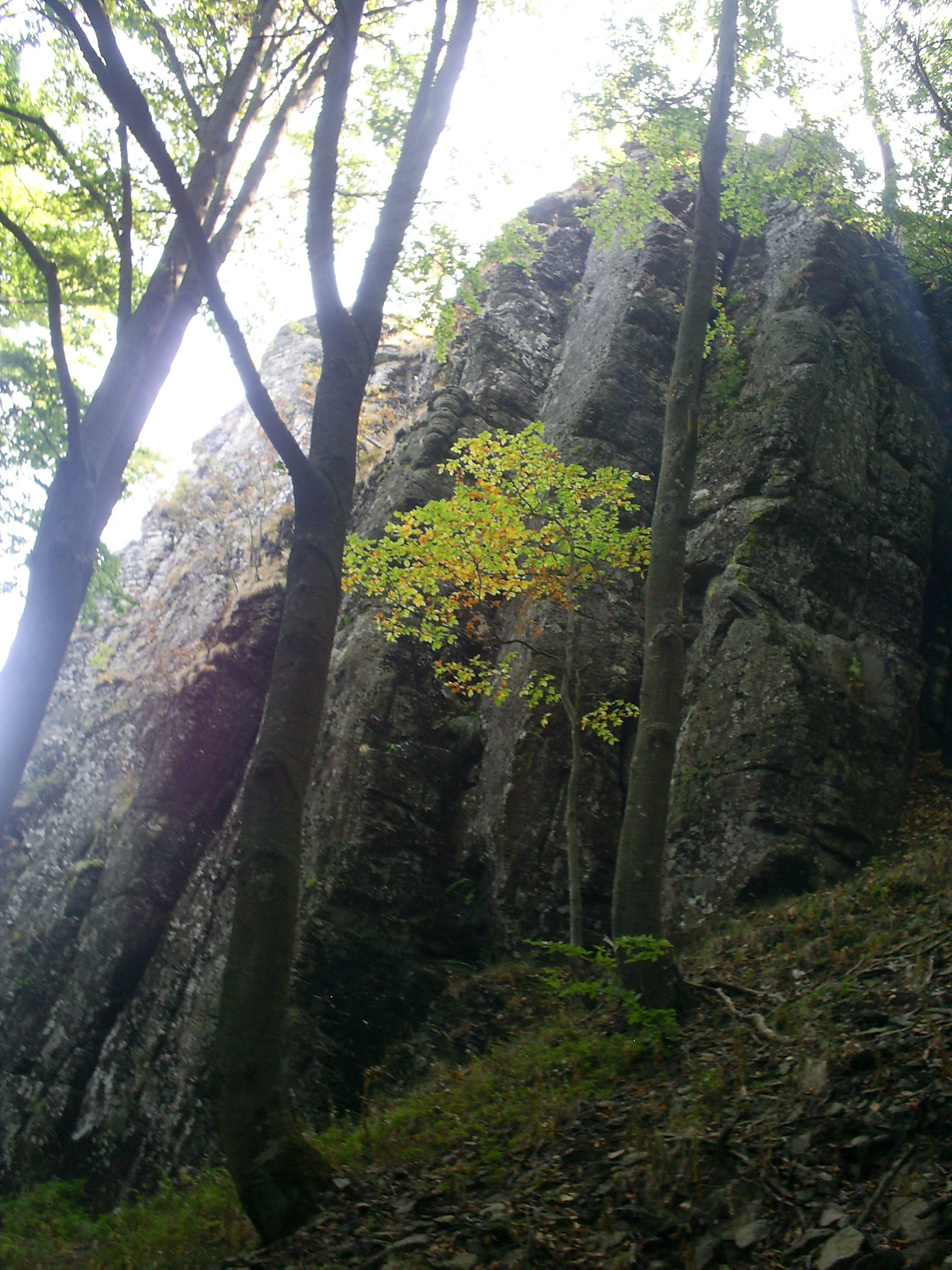

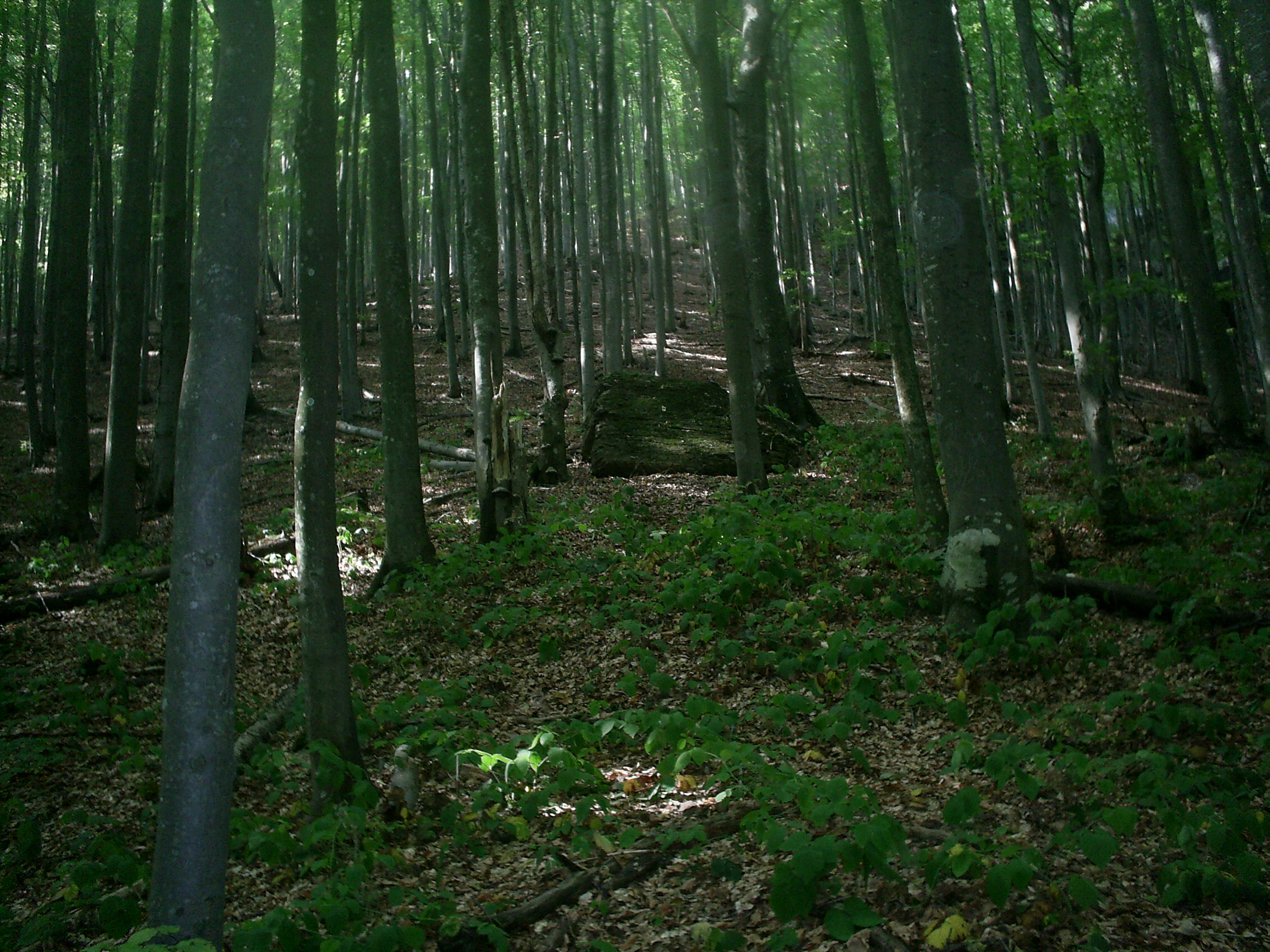

奧巴瓦卡明山是烏克蘭的山峰，位於該國西部外喀爾巴阡州，屬於烏克蘭喀爾巴阡山脈的一部分，海拔高度979米，有櫟樹、山毛欅等樹木生長。